# Les Salles-sur-Verdon
 Les Salles-sur-Verdon  es una población y comuna francesa, que se encuentra en la región de Provenza-Alpes-Costa Azul, departamento de Var, en el distrito de Brignoles y cantón de Aups.

## Demografía
| 178 | 165 | 125 | 131 | 154 | 186 |
| Para los censos de 1962 a 1999 la población legal corresponde a la población sin duplicidades (Fuente: INSEE [Consultar]) |     |     |     |     |     |